# Andrew Witkin
Andrew Paul Witkin  (22 de julio de 1952 - 12 de septiembre de 2010) fue un científico de la computación estadounidense que realizó importantes contribuciones en visión artificial y computación gráfica

## Educación
Witkin estudió psicología en el Columbia College de la Universidad de Columbia para obtener su licenciatura y en el MIT para su doctorado supervisado por Whitman Albin Richards.

## Carrera
Después del MIT, Witkin trabajó brevemente en SRI International en visión por computadora. Luego se mudó al Laboratorio Fairchild de Schlumberger para la Investigación de Inteligencia Artificial, más tarde Schlumberger Palo Alto Research, donde dirigió la investigación en visión por computadora y gráficos; aquí inventó el filtrado del espacio a escala, la segmentación del espacio a escala y los modelos Active Contour y publicó varios artículos galardonados.
De 1988 a 1998 fue profesor de informática, robótica y arte en la Universidad Carnegie Mellon, luego de lo cual se unió a Pixar en Emeryville, California. En CMU y Pixar, con sus colegas, desarrolló los métodos y simuladores utilizados para modelar y renderizar telas de aspecto natural, cabello, agua y otros aspectos complejos de la animación moderna por computadora.

## Premios y honores
El artículo "Serpientes: Modelos de contorno activos" obtuvo una mención honorífica por el Premio Marr en 1987. Según CiteSeer, este documento es el 11º más citado en ciencias de la computación. El artículo de 1987 "Restricciones sobre modelos deformables: recuperación de la forma 3D y el movimiento no rígido"  también fue un ganador del premio. 
En 1992, Witkin y Kass fueron galardonados con el premio de gráficos por computadora Prix Ars Electronica por "Botones de textura de reacción y difusión".
Witkin recibió el Premio ACM SIGGRAPH Computer Graphics Achievement Award en 2001 "por su trabajo pionero en traer un enfoque basado en la física a los gráficos por computadora".
Como científico senior en Pixar, Witkin recibió un Premio de la Academia técnica en 2006 por "trabajo pionero en técnicas generadas por computadora basadas en la física utilizadas para simular telas realistas en películas".

## Vida personal
Andrew Witkin era hijo del psicólogo Herman A. Witkin y del genetista Evelyn M. Witkin. Estaba casado con la psicóloga Sharon Witkin; sus hijos son Emily Witkin y Anna Witkin.

## Muerte
Murió en un accidente de buceo en la costa de Monterey, California, el 12 de septiembre de 2010.